# Heule-Watermolen
Heule-Watermolen is een wijk en parochie gelegen in de stad Kortrijk, op de grens van de Brugsepoortwijk en deelgemeente Heule. De plaats heeft zich nooit ontwikkeld tot een zelfstandige gemeente: de Watermolen was ook voor de fusie van de gemeenten in 1976 slechts een groot gehucht op de grens van de gemeenten Heule en Kuurne en stad Kortrijk. Sindsdien behoort het integraal bij Groot-Kortrijk. Het werd wel een zelfstandige parochie en is op heden als voorstad volledig vergroeid met het noorden van de stad.

## Geschiedenis
De kern van Heule-Watermolen is ontstaan aan het kruispunt van de heirweg van Kortrijk naar Brugge met de Heulebeek. Het was de eerste stopplaats voor wie van Kortrijk naar Brugge trok: de oversteek en later de brug over de Heulebeek. Van deze beek maakten de heren van Heule gebruik om er een Watermolen in pacht te laten draaien. Het dorp dat daarrond ontstond heeft zich nooit ontwikkeld tot zelfstandige gemeente, wel tot een parochie. Intussen is het dorp veranderd in een groene voorstad van Kortrijk.
Tot 1750 passeerde de hoofdweg van Kortrijk naar Brugge door de Watermolen. Landvoogd Karel van Lorreinen liet toen een nieuwe weg bestraten die nu nog altijd de Brugsesteenweg is. Aangezien de weg door de Watermolen zich daar vertakte, werd hij sindsdien meestal de Izegemsestraat genoemd.

## Parochie
Kerkelijk is de Watermolenwijk wel een entiteit geworden, zij het laat in de geschiedenis. Op 'Watermeulen Plaetse', het verbrede deel van de Watermolenwal, stond ooit een kapelletje. Het was gewijd aan Sinte Godelieve.
Bij een verbouwing van het naburige brouwershuis stond de kapel in de weg. Het beeld kreeg een nieuwe plaats in de grote kapel, met de afmetingen van de Sint-Godelievekerk, die Ursula Dinnecourt in 1868 liet bouwen op hetzelfde pleintje. De moeder van Ursula, weduwe Dinnecourt-Carpentier had in 1845 de aanpalende kloosterschool opgericht.
Eerst werd het dorp rond de kapel van Sint-Godelieve bij koninklijk besluit van 1886 erkend als annex van de parochie van Heule met een eigen priester. In 1907 werd dan een volwaardige parochie Sint-Godelieve opgericht. Een jaar later werd wat verderop aan de Watermolenwal een eigen kerkhof geopend. Het schilderachtige kerkje met de neobarokke toren is recent geleden grondig vernieuwd nadat het gebouw was uitgebrand bij herstellingswerken.

## Beschermd dorpsgezicht
Bij ministerieel besluit van 30 april 2004 werd een groot deel van de dorpskern beschermd als beschermd dorpsgezicht. Niet minder dan 22 arbeidershuisjes uit de 19de eeuw in de Izegemsestraat en de Heirweg zijn sindsdien erkend als monument. In de motivatie van het besluit wordt gezegd dat het een gaaf bewaard geheel is in het centrum van een gehucht. De eenheid wordt niet doorbroken door nieuwbouw die uit de band springt.
Ook beschermd is het voormalige molenaarshuis, Watermolenwal 11. Het molenaarshuis aan de overkant van het straatje wordt in het beschermingsbesluit omschreven als een goed bewaard 19de-eeuws molenaarshuis met bijhorende opslagplaats, gelegen op een site waarvan de oorsprong minstens teruggaat tot in de 13de eeuw.

## Bereikbaarheid
Heule Watermolen is vlot bereikbaar met het openbaar vervoer: de stadslijn nummer 6 doet het dorp om de 30 minuten aan.
Belgische gemeenten · Arrondissement Kortrijk · West-Vlaanderen · Vlaanderen